# Frank Zane

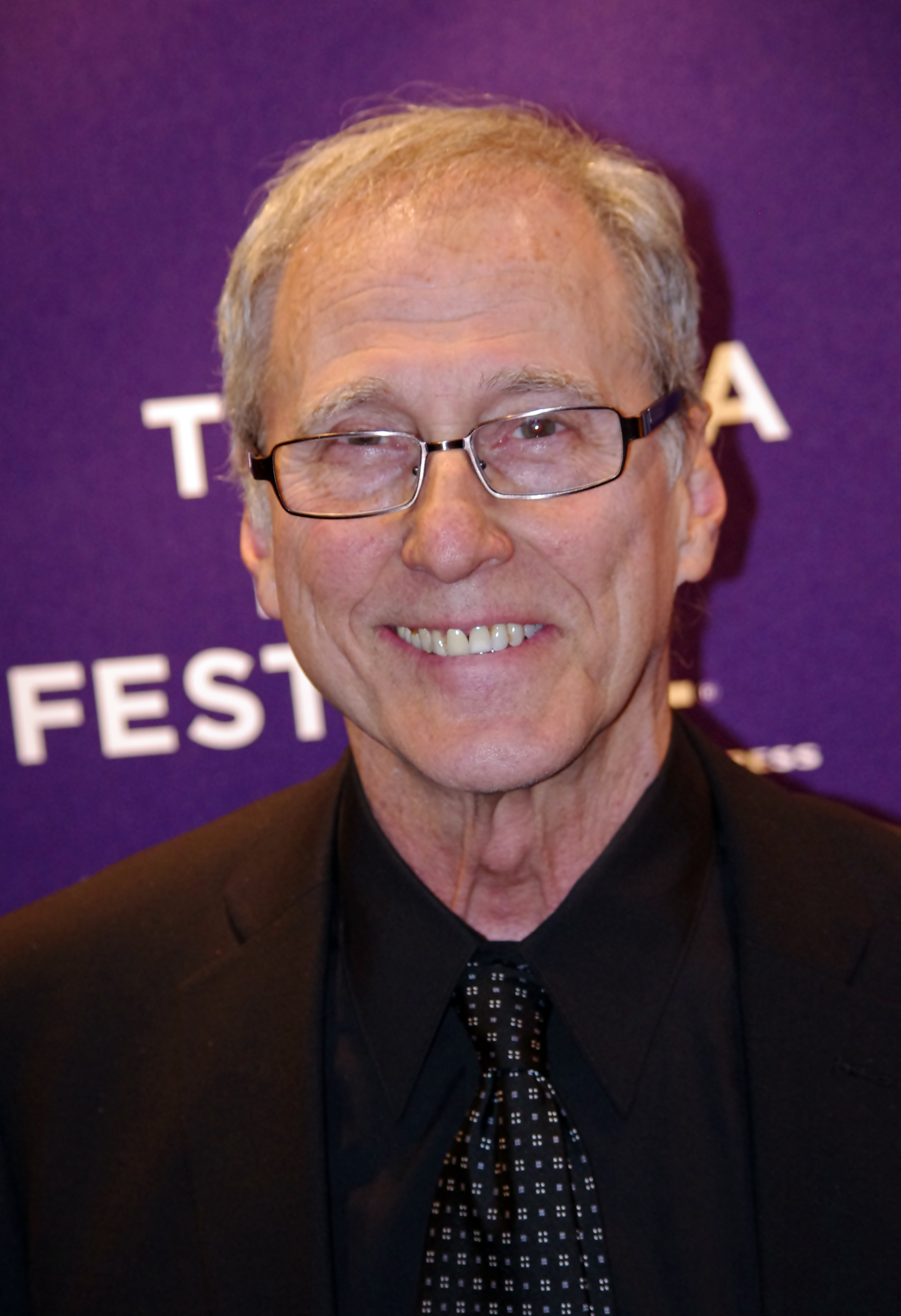
Frank Zane nel 2011

Frank Zane (Kingston, 28 giugno 1942) è un culturista statunitense.

## Biografia
Insegnante di chimica e matematica, Zane è stato per tre anni consecutivi, dal 1977 al 1979 vincitore del concorso Mister Olympia. Rispetto al passato, la sua vittoria rappresentò uno spostamento dell'interesse dalla massa muscolare dei concorrenti alla loro armoniosità. Infatti Frank Zane aveva il giro vita più sottile di tutti i Mr. Olympia (secondo solo a Sergio Oliva), ed è uno dei pochissimi vincitori a pesare sotto i novanta chili.
In totale, Zane ha gareggiato per oltre venti anni (ritirandosi dopo l'edizione del 1983 di Mr. Olympia), ed oltre al titolo di Mr. Olympia ha vinto anche i concorsi di Mr. America, Mr. Universo e Mr. Mondo. È stato anche uno dei pochissimi a battere Arnold Schwarzenegger in un concorso di culturismo, nel 1968 in occasione di Mr. Universo a Miami.
Successivamente, Frank Zane ha tenuto varie lezioni ed ha scritto vari libri sul bodybuilding. Nel 1994, Zane è stato inserito nel primo annuale Joe Weider Hall of Fame. Ha inoltre ricevuto il riconoscimento Arnold Schwarzenegger Lifetime Achievement Award in occasione dell'Arnold Classic del 2003 per la sua dedizione e supporto alla disciplina del bodybuilding.

## Televisione
- (1981) Cuore e batticuore - seconda stagione, episodio 14 (Oro massiccio): Vince Nucona